# Curugsewu
Curugsewu is een bestuurslaag in het regentschap Kendal van de provincie Midden-Java, Indonesië. Curugsewu telt 4665 inwoners (volkstelling 2010).